# Nino Schurter
Nino Schurter, né le 13 mai 1986 à Tersnaus, Lumnezia, est un coureur cycliste suisse spécialiste de VTT cross-country, membre de l'équipe Scott-Odlo MTB Racing pour le VTT cross-country, il a toujours couru sur la marque Scott. Entre 2009 et 2022, il est notamment décuple champion du monde de cross-country VTT, ce qui fait de lui le détenteur du plus grand nombre de victoires en championnat du monde. Il est également médaillé d'or (2016), d'argent (2012) et de bronze (2008) aux Jeux olympiques.
En 2017, il devient le premier coureur à gagner toutes les manches (6) de la Coupe du monde de cross-country. Il a remporté le nombre record de 9 classements généraux et 36 manches de Coupe du monde au total, s'appropriant notamment la moitié des manches de coupe du monde de 2010 à 2019 (32/64).
Grâce à son palmarès, il est considéré comme le meilleur coureur de l'histoire dans sa discipline. Il arrête sa carrière sportive en septembre 2025 lors de la manche de Coupe de monde de Lenzerheide en Suisse.

## Biographie
Nino Schurter devient vététiste professionnel en 2007.
Après plusieurs titres de champions du monde de cross-country chez les juniors et les moins de 23 ans, il devient champion du monde chez les élites pour la première fois en 2009. Au total, il obtient le titre de champion du monde 10 fois et ravit la coupe du monde à 9 reprises. Nino Schurter a réussi le doublé championnat du monde - coupe du monde à 7 reprises (2012, 2013, 2015, 2017 et 2018, 2019 et 2022 record) et le doublé jeux olympiques - championnat du monde en 2016.
Parallèlement aux compétitions de cross-country, Nino Schurter participe régulièrement à des courses importantes, comme la Transvésubienne, qu'il remporte en 2009, la mégavalanche de La Réunion en 2010 notamment(3e), ainsi que la maxiavalanche de Flims, qu'il remporte de peu devant Rémy Absalon en 2010 et la course par étapes Cape Epic qu'il remporte à 2 reprises (2017 avec Matthias Stirnemann et 2019 avec Lars Forster).
Il est membre de l'équipe Scott-Oldo et, après avoir roulé sur un Scott scale 26 pouces puis sur sur un Scott Scale & Spark 27,5 pouces, il utilise désormais un Scott Spark 29 pouces depuis 2016. Il roule rarement le Scott Scale 29 pouces, qu'il garde pour les courses moins techniques et plus roulantes.
En 2008, à l'âge de 22 ans, sur un Scott Scale 26 pouces, Nino Schurter remporte sa première médaille mondiale chez les élite avec le bronze aux Jeux olympiques d'été de 2008.
2009 est l'année du premier de ses 10 titres en championnat du monde. Il remporta la course devant son plus grand rival, le champion français Julien Absalon. La 3e place revenant à un autre suisse, Florian Vogel.
En 2010, Nino Schurter remporte sa première coupe du monde de VTT devant Julien Absalon. Il met fin à l'hégémonie du français qui avait remporté les 4 éditions précédentes.
En 2011, Jaroslav Kulhavý mène la vie dure à Nino Schurter qui terminera 2e du classement général de la coupe du monde et du championnat du monde derrière le tchèque.
En 2012, Nino Schurter enlève sur un Scott Scale 27,5 pouces la médaille d'argent VTT aux Jeux olympiques d'été de 2012 de Londres, ratant l'or pour une seconde seulement derrière le tchèque Jaroslav Kulhavý. Il se consolera avec son premier doublé coupe du monde / championnat du monde.
En 2013, il réussit à nouveau une saison pleine en remportant son 2e doublé coupe du monde / championnat du monde.
En 2014, il participe exceptionnellement à des courses sur route, en prenant le départ du Tour de Romandie et du Tour de Suisse au sein de l'équipe Orica-GreenEDGE, délaissant ainsi certaines courses de VTT notamment l'étape de coupe du monde de Cairn. Il terminera tout de même 2ème de la coupe et du championnat du monde.
Le 5 septembre 2015, à Vallnord, Nino Schurter devient champion du monde devant Julien Absalon. Lors de l’avant-dernier tour, Schurter prend 10 secondes d'avance dans une descente, un écart qu'Absalon n’est jamais parvenu à boucher. Ondřej Cink, à 1 min 15 s du vainqueur, complète le podium.
Le 21 août 2016, aux Jeux olympiques de Rio, il devient médaillé d'or sur un Scott Spark 29 pouces avec un écart de plus de 45 secondes face au tenant du titre et grand rival le tchèque Jaroslav Kulhavý. Il réussit donc l'exploit de conquérir les trois médailles olympiques. Ses 2 victoires aux 2 premières manches de coupe du monde porte son total à 13 podiums d'affilé (record) entre 2014 et 2016
En 2017, il poursuit sa domination en remportant les six manches et le classement général de la Coupe du monde, une performance jusqu'ici inédite. Il décroche en septembre un sixième titre mondial, ce qui fait de lui le vététiste le plus titré en cross-country.
En 2018, après son septième titre de champion du monde et sa sixième victoire en coupe du monde il est élu sportif suisse de l'année devant le tennisman Roger Federer.
En 2019, il devient champion du monde pour la 5ème fois d'affilée (record), la 8ème fois en tout. Il emporte également le classement général de la coupe du monde pour la 7ème fois.
En 2020, en raison de la pandémie de Covid-19, 4 courses de la coupe du monde sur 6 ont été annulées et aucun classement final ne sera communiqué. Il remportera tout de même le Championnat d'Europe. 2020 demeurera la seule année de sa carrière depuis 2009 où il ne remportera pas la moindre course sur la scène mondiale.
En 2021, après une saison 2020 compliquée par la Covid-19, il termine 4e du classement de la coupe du monde, son plus mauvais classement depuis 2009. Il ne remportera pas non plus la moindre manche de coupe du monde. Il réussira néanmoins à sauver sa saison en remportant son 9e titre mondial, 2 secondes seulement devant son compatriote Mathias Flückiger.
Le 10 avril 2022, il remporte sa 33e victoire en Coupe du monde à l'occasion de la manche d'ouverture à Petrópolis au Brésil et égale ainsi le record du Français Julien Absalon. Il n'avait plus gagné en Coupe du monde depuis juillet 2019. Il dépasse ce record le 11 juin 2023 en s'imposant dans la manche de Lenzerheide. Il réalisera, cette année 2022, son 7e doublé coupe du monde / championnat du monde.
Le 9 octobre 2023, il remporte à 37 ans sa 9e coupe du monde. Son entraîneur révélera que Nino Schurter fût atteint du Covid en septembre et que sa fin de saison fût difficile. Il portera cette année là le record à 35 victoires en coupe du monde et 69 podiums.
Le 25 juillet 2024, il est nommé porte-drapeau de la délégation suisse aux Jeux olympiques d'été de 2024 à Paris en compagnie de la tireuse sportive Nina Christen. Il remporte cette année là à Val di Sole sa 36e manche en Coupe du monde portant son nombre de podium à 71.
Le 16 août 2025, il annonce dans une vidéo sur ses réseaux sociaux qu'il mettra fin à sa carrière de coureur professionnel après l'étape de Coupe du monde de VTT à Lenzerheide devant son public.

## Palmarès en VTT

### Résumé des performances au niveau mondial
|                                    | 2006 | 2007 | 2008 | 2009 | 2010 | 2011 | 2012 | 2013 | 2014 | 2015 | 2016 | 2017 | 2018 | 2019 | 2020 | 2021 | 2022 | 2023 |
| Jeux Olympiques                    |      |      | 3e   |      |      |      | 2e   |      |      |      | 1er  |      |      |      | 4e   |      |      |      |
| Championnat du monde               | 1er* | 2e*  | 1er* | 1er  | 4e   | 2e   | 1er  | 1er  | 2e   | 1er  | 1er  | 1er  | 1er  | 1er  | 9e   | 1er  | 1er  | 3e   |
| Coupe du monde classement général  | 9e   | 8e   | 8e   | 5e   | 1er  | 2e   | 1er  | 1er  | 2e   | 1er  | 2e   | 1er  | 1er  | 1er  | -    | 4e   | 1er  | 1er  |
| Coupe du monde victoires en course | 0    | 0    | 0    | 0    | 2    | 1    | 4    | 3    | 4    | 3    | 3    | 6    | 4    | 2    | -    | 0    | 1    | 2    |

*Junior

### Jeux olympiques
- Pékin 2008

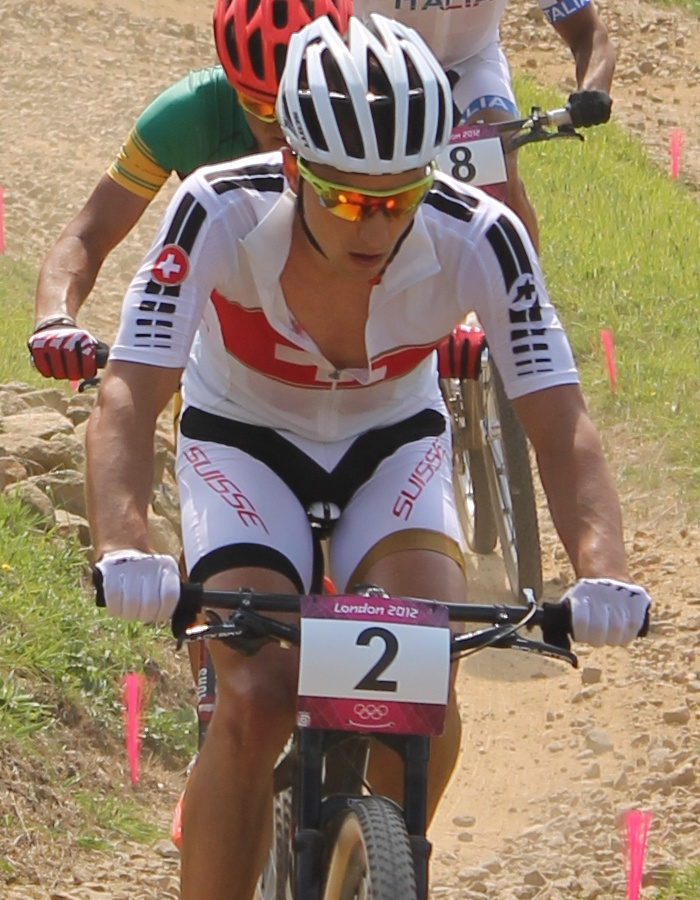
Nino Schurter lors de la course olympique 2012.

  -  Médaillé de bronze du cross-country
- Londres 2012
  -  Médaillé d'argent du cross-country
- Rio 2016
  -  Médaillé d'or du cross-country
- Tokyo 2020
  - 4e du cross-country
- Paris 2024
  - 9e du cross-country

### Championnats du monde
- Lugano 2003
  -  Médaillé d'argent du relais mixte
  -  Médaillé d'argent du cross-country juniors
- Les Gets 2004
  -  Champion du monde de cross-country juniors
  -  Médaillé d'argent du relais mixte
- Livigno 2005
  -  Médaillé de bronze du cross-country espoirs
- Rotorua 2006
  -  Champion du monde de cross-country espoirs
  -  Champion du monde du relais par équipes
- Fort William 2007
  -  Champion du monde du relais par équipes
  -  Médaillé d'argent du cross-country espoirs
- Val di Sole 2008
  -  Champion du monde de cross-country espoirs
  -  Médaillé d'argent du relais mixte
- Canberra 2009
  -  Champion du monde de cross-country
- Mont Sainte-Anne 2010
  - 4e du cross-country
- Champéry 2011
  -  Médaillé d'argent du cross-country
  -  Médaillé d'argent du relais mixte
- Leogang 2012
  -  Champion du monde de cross-country
- Pietermaritzburg 2013
  -  Champion du monde de cross-country
- Lillehammer-Hafjell 2014
  -  Médaillé d'argent du cross-country
- Vallnord 2015
  -  Champion du monde de cross-country
- Nové Město 2016
  -  Champion du monde de cross-country
- Cairns 2017
  -  Champion du monde de cross-country
  -  Champion du monde du relais par équipes
- Lenzerheide 2018
  -  Champion du monde de cross-country
  -  Champion du monde du relais par équipes
- Mont Ste-Anne 2019
  -  Champion du monde de cross-country
  -  Champion du monde du relais par équipes
- Val di Sole 2021
  -  Champion du monde de cross-country
- Les Gets 2022
  -  Champion du monde du relais mixte
  -  Champion du monde de cross-country
- Glasgow 2023
  -  Champion du monde du relais mixte
  -  Médaillé de bronze du cross-country

### Coupe du monde
- Coupe du monde de cross-country
  - 2006 : 9e du classement général
  - 2007 : 8e du classement général
  - 2008 : 8e du classement général
  - 2009 : 5e du classement général
  - 2010 : 1er du classement général, vainqueur de deux manches
  - 2011 : 2e du classement général, vainqueur d'une manche
  - 2012 : 1er du classement général, vainqueur de quatre manches
  - 2013 : 1er du classement général, vainqueur de trois manches
  - 2014 : 2e du classement général, vainqueur de quatre manches
  - 2015 : 1er du classement général, vainqueur de trois manches
  - 2016 : 2e du classement général, vainqueur de trois manches
  - 2017 : 1er du classement général, vainqueur de six manches
  - 2018 : 1er du classement général, vainqueur de quatre manches
  - 2019 : 1er du classement général, vainqueur de deux manches
  - 2020 : pas de classement général
  - 2021 : 4e du classement général
  - 2022 : 1er du classement général, vainqueur d'une manche
  - 2023 : 1er du classement général, vainqueur de deux manches
  - 2024 : 4e du classement général, vainqueur d'une manche

- Coupe du monde de cross-country short track
  - 2022 : 8e du classement général
  - 2023 : 5e du classement général
  - 2024 : 7e du classement général

### Championnats d'Europe
- Graz 2003
  -  Champion d'Europe du relais
- 2004
  -  Champion d'Europe du relais mixte
  -  Champion d'Europe de cross-country juniors
- 2005
  -  Médaillé d'argent du relais mixte
- 2006
  -  Champion d'Europe du relais mixte
  -  Champion d'Europe de cross-country espoirs
- 2007
  -  Champion d'Europe du relais mixte
  -  Champion d'Europe de cross-country espoirs
- 2008
  -  Champion d'Europe de cross-country espoirs
- 2013
  -  Médaillé d'argent du cross-country
  -  Médaillé d'argent du relais mixte
- 2020
  -  Champion d'Europe de cross-country
- 2025
  -  Médaillé d'argent du relais mixte

### Jeux européens
- Bakou 2015
  -  Médaillé d'or du cross-country

### Championnats de Suisse
- Champion de Suisse juniors : 2004
- Champion de Suisse espoirs : 2005, 2006 et 2007
- Champion de Suisse élites : 2010, 2012, 2013, 2014, 2015, 2016, 2017, 2019 et 2020

### Records
Nino Schurter détient (seul si non spécifié) au niveau mondial les records suivants en VTT XCO :
Au classement général de la coupe du monde : 
- Victoires au classement général de coupe du monde : 9 (2010-2023)
- Podiums au classement général de la coupe du monde : 12 (2010-2023) ex aequo avec Julien Absalon (2003-2016)
- Podiums consécutifs au classement général de la coupe du monde : 10 (2010-2019)

En manches de la coupe du monde :
- Manches remportées en coupe du monde : 36 (2010-2024)
- Podiums en manche de coupe du monde monde : 71 (2008-2024)
- Manches remportées en une année de coupe monde : 6 (2017)
- Manches remportées consécutivement en coupe du monde : 6 (2017)
- Podiums remportés consécutivement en coupe du monde : 13 (2014-2016)

En championnat du monde :
- Victoires au championnat du monde : 10 (2009-2022)
- Médailles au championnat du monde : 13 (10 2 1 2009-2023)
- Victoires consécutives au championnat du monde : 5 (2015-2019)
- Podiums consécutifs au championnat du monde : 9 (2011-2019)
- Plus jeunes et plus vieux vainqueur d'un championnat du monde (23 et 36 ans)

- Doublés championnat du monde et coupe du monde : 7 (2010-2022)
- Doublés championnat du monde et coupe du monde consécutifs : 3 (2017-2019)

Aux Jeux Olympiques :
- Médailles : 3 (1x  1x  1x  2008-2016)

## Distinctions
- Cycliste suisse de l'année : 2012, 2013, 2016, 2017 et 2018
- Sportif suisse de l'année : 2018[16]
- UEC Hall of Fame[17]